# Академічне веслування на літніх Олімпійських іграх 2020
Змагання з академічного веслування на літніх Олімпійських іграх 2020 в Токіо відбувалися з 23 по 30 липня 2021 року на Веслувальному каналі Сі Форест (Центральний хвилеріз) у Токійській затоці. У чотирнадцяти медальних дисциплінах візьмуть участь 526 спортсменів (по 263 чоловіка і жінки).

## Формат змагань
До програми веслування входить загалом чотирнадцять дисциплін, по сім серед чоловіків і жінок в однакових класах човнів. Цю гендерну рівність запропонувала Міжнародна федерація веслувального спорту на своєму конгресі в лютому 2017 року, а в червні 2017 року Міжнародний олімпійський комітет ухвалив цю рекомендацію. З програми вилучено чоловічу четвірку легкої ваги і додано жіночу четвірку без кермової. Жіноча четвірка без кермової раніше була представлена тільки на Олімпійських іграх 1992 року в Барселоні. Зміни в олімпійській програмі веслування відбулись уперше від часу Олімпійських ігор 1996 року в Атланті.

## Місце проведення регати
Змагання з академічного веслування відбудуться на Веслувальному каналі Сі Форест, новій арені, збудованій спеціально для літніх Олімпійських та Паралімпійських ігор 2020 року. Вода тут завглибшки близько 6 метрів. Довжина траси - 2335 метрів, а її ширина - 198 метрів. Кожна доріжка завширшки 12,5 м. Загалом є 8 доріжок.
| Веслувальний канал Сі Форест |
| ---------------------------- |
|                              |
| Місткість: 14 000            |

## Кваліфікація
Більшість квот розподілено за підсумками чемпіонату світу 2019 року. Решту квот розподілено в рамках континентальних кваліфікаційний регат Європи, Азії, Америки, Африки і Океанії. Фінальна кваліфікаційна регата відбулась у Люцерні. Через пандемію COVID-19 строки і місце проведення змінювались неодноразово.

## Розклад змагань
| З | Попередні запливи | Д | Додаткові запливи | ¼ | Чвертьфінали | ½ | Півфінали | Ф | Фінал |

| Дисципліна↓/Дата →       | П'ят 23 | Суб 24 | Нед 25 | Пон 26 | Вів 27 | Сер 28 | Чет 29 | П'ят 30 |
| ------------------------ | ------- | ------ | ------ | ------ | ------ | ------ | ------ | ------- |
| Парні одиночки           | З       | Д      |        | ¼      | ½      | ½      | Ф      | Ф       |
| Двійки                   |         | З      | Д      |        | ½      |        | Ф      |         |
| Парні двійки             | З       | Д      |        | ½      |        | Ф      |        |         |
| Парні двійки, легка вага |         | З      | Д      |        | ½      |        | Ф      |         |
| Четвірки                 |         | З      |        | Д      |        | Ф      |        |         |
| Парні четвірки           | З       |        | Д      |        | Ф      |        |        |         |
| Вісімки                  |         |        | З      |        |        | Д      |        | Ф       |

| Дисципліна↓/Дата →       | П'ят 23 | Суб 24 | Нед 25 | Пон 26 | Вів 27 | Сер 28 | Чет 29 | П'ят 30 |
| ------------------------ | ------- | ------ | ------ | ------ | ------ | ------ | ------ | ------- |
| Парні одиночки           | З       | Д      |        | ¼      | ½      | ½      | Ф      | Ф       |
| Двійки                   |         | З      | Д      |        | ½      |        | Ф      |         |
| Парні двійки             | З       | Д      |        | ½      |        | Ф      |        |         |
| Парні двійки, легка вага |         | З      | Д      |        | ½      |        | Ф      |         |
| Четвірки                 |         | З      |        | Д      |        | Ф      |        |         |
| Парні четвірки           | З       |        | Д      |        | Ф      |        |        |         |
| Вісімки                  |         |        | З      |        |        | Д      |        | Ф       |

## Медалісти

### Таблиця медалей
| Місце                | Країна                     | Золото | Срібло | Бронза | Загалом |
| -------------------- | -------------------------- | ------ | ------ | ------ | ------- |
| 1                    | Нова Зеландія              | 3      | 2      | 0      | 5       |
| 2                    | Австралія                  | 2      | 0      | 2      | 4       |
| 3                    | Нідерланди                 | 1      | 2      | 2      | 5       |
| 4                    | Румунія                    | 1      | 2      | 0      | 3       |
| 5                    | Франція                    | 1      | 1      | 0      | 2       |
| 6                    | Італія                     | 1      | 0      | 2      | 3       |
| 6                    | Китай                      | 1      | 0      | 2      | 3       |
| 8                    | Ірландія                   | 1      | 0      | 1      | 2       |
| 8                    | Канада                     | 1      | 0      | 1      | 2       |
| 8                    | Хорватія                   | 1      | 0      | 1      | 2       |
| 11                   | Греція                     | 1      | 0      | 0      | 1       |
| 12                   | Німеччина                  | 0      | 2      | 0      | 2       |
| 12                   | Олімпійський комітет Росії | 0      | 2      | 0      | 2       |
| 14                   | Велика Британія            | 0      | 1      | 1      | 2       |
| 15                   | Норвегія                   | 0      | 1      | 0      | 1       |
| 15                   | Польща                     | 0      | 1      | 0      | 1       |
| 17                   | Австрія                    | 0      | 0      | 1      | 1       |
| 17                   | Данія                      | 0      | 0      | 1      | 1       |
| Загалом (18 збірних) | Загалом (18 збірних)       | 14     | 14     | 14     | 42      |

### Чоловіки
| Дисципліни               | Золото | Срібло | Бронза |
| ------------------------ | --- | --- | --- |
| Парні одиночки           | Стефанос Дускос (GRE) | К'єтіль Борх (NOR) | Дамір Мартін (CRO) |
| Парні двійки             | Франція (FRA) Уго Бушерон Маттьє Андродіас                                                                                             | Нідерланди (NED) Мелвін Твеллар Стеф Брунінк | Китай (CHN) Лю Чжиюй Чжан Лян |
| Парні четвірки           | Нідерланди (NED) Дірк Уттенбогаард Абе Вірсма Тоні Вітен Кун Метсемакерс                                                               | Велика Британія (GBR) Гаррі Ліск Ангус Грум Том Баррас Джек Бомон                                                                                       | Австралія (AUS) Джек Клірі Кейлеб Антілл Кемерон Гірдлстон Люк Летчер                                                                                   |
| Двійки                   | Хорватія (CRO) Мартін Сінкович Валент Сінкович                                                                                         | Румунія (ROU) Маріус Васіле Козмюк Чипріан Тудосе | Данія (DEN) Фредерік Виставел Йоахім Суттон |
| Четвірки                 | Австралія (AUS) Александер Парнелл Спенсер Таррін Джек Гарґрівз Александер Гілл                                                        | Румунія (ROU) Міхейце Васіле Цигенеску Мугурел Семчюк Штефан Константін Бераріу Космін Паскарі                                                          | Італія (ITA) Маттео Кастальдо Маттео Лодо Джузеппе Вічіно Марко Ді Костанцо                                                                             |
| Вісімки                  | Нова Зеландія (NZL) Том Макінтош Геміш Бонд Том Маррей Майкл Брейк Ден Вільямсон Філліп Вілсон Шон Кіркем Метт Макдоналд Сем Босворт c | Німеччина (GER) Йоганнес Вайсенфельд Лаурітс Фоллерт Олаф Роґґензак Торбен Йоганнесен Якоб Шнайдер Мальте Якшик Ріхард Шмідт Ганнес Оцік Мартін Зауер c | Велика Британія (GBR) Джош Буґайскі Джейкоб Довсон Томас Джордж Мохамед Сбігі Чарльз Елвз Олівер Вінне-Гріффіт Джеймс Рудкін Томас Форд Генрі Філдман c |
| Парні двійки, легка вага | Ірландія (IRL) Фінтан Маккарті Пол О'Донован                                                                                           | Німеччина (GER) Йонатан Роммельманн Джейсон Осборн | Італія (ITA) Стефано Оппо П'єтро Рута |

### Жінки
| Дисципліни               | Золото | Срібло | Бронза |
| ------------------------ | --- | --- | --- |
| Парні одиночки           | Емма Твігг (NZL) | Ганна Пракатень | Магдалена Лобніг (AUT)                                                                                     |
| Парні двійки             | Румунія (ROU) Ніколета-Анкуца Боднар Сімона Радіш                                                                                                   | Нова Зеландія (NZL) Брук Доног'ю Ганна Осборн                                                                                           | Нідерланди (NED) Рос де Йонґ Ліса Схенард                                                                  |
| Парні четвірки           | Китай (CHN) Чень Юнься Чжан Лін Лю Ян Цуй Сяотун | Польща (POL) Агнєшка Кобус Марта Величко Марія Спрінгвальд Катажина Зіллманн                                                            | Австралія (AUS) Ріа Томпсон Ровена Мередіт Гаррієт Гадсон Кейтлін Кронін                                   |
| Двійки                   | Нова Зеландія (NZL) Грейс Прендергаст Керрі Говлер                                                                                                  | Василіса Степанова Олена Орябінська | Канада (CAN) Келлей Філмер Гілларі Дженссенс                                                               |
| Четвірки                 | Австралія (AUS) Люсі Стефан Розмарі Попа Джессіка Моррісон Аннабель Макінтайр                                                                       | Нідерланди (NED) Еллен Гоґерверф Каролін Флорейн Їмк'є Клеверінґ Веронік Местер                                                         | Ірландія (IRL) Ефрік Кіог Еймер Ламб Фіона Мурта Емілі Геґарті                                             |
| Вісімки                  | Канада (CAN) Сюзанн Ґрейнджер Кашя Ґручалла-Весєрскі Медісон Мейлі Сідні Пейн Андреа Проске Ліза Роман Крістін Роупер Авалон Вейстніс Крістен Кіт c | Нова Зеландія (NZL) Елла Ґрінслейд Емма Дайк Люсі Спурс Келсі Бівен Грейс Прендергаст Керрі Говлер Бет Росс Джекі Ґовлер Калеб Шеперд c | Китай (CHN) Гуо Ліньлінь Цзюй Жуй Li Jingjing Мяо Тянь Ван Цзифен Ван Юйвей Сюй Фей Чжан Мінь Чжан Дешан c |
| Парні двійки, легка вага | Італія (ITA) Валентіна Родіні Федеріка Кесаріні | Франція (FRA) Лора Тарантола Клер Бове                                                                                                  | Нідерланди (NED) Маріке Кейсер Ілсе Пауліс                                                                 |